# Асташкина, Мария Алексеевна
Мари́я Алексе́евна Аста́шкина (род. 5 апреля 1999, Пенза) — российская пловчиха, специализируется на плавании брассом. Она является четырёхкратной чемпионкой первых Европейских игр в Баку.

## Карьера
Мария Асташкина родилась 5 апреля 1999 года в Пензе в семье Алексея и Елены Асташкиных. В семилетнем возрасте начала заниматься плаванием в пензенском клубе «Горизонт», первым тренером был Юрий Тюканкин. В августе 2015 года заявила, что тренируется, в основном, под руководством Сергея Чепика.
На юниорском чемпионате Европы 2014 года выиграла четыре золотых медали (50 м, 100 м, 200 м брассом и комбинированная эстафета 4×100 м). В том же году на взрослом европейском первенстве дошла до финальных заплывов на дистанциях 100 и 200 метров брассом, заняв последнее восьмое и шестое места соответственно. Асташкина также выступала на 50 метровой дистанции, но не смогла пройти дальше первого раунда соревнований.
Зимой 2014 года приняла участие в чемпионате мира по плаванию на короткой воде в Дохе, где также не сумела пройти дальше квалификационного раунда на дистанции 50 метров брассом, однако на стометровке попала в полуфинал, где заняла последнее место в своём заплыве. На дистанции 200 метров попала в финал и заняла в нём шестое место.

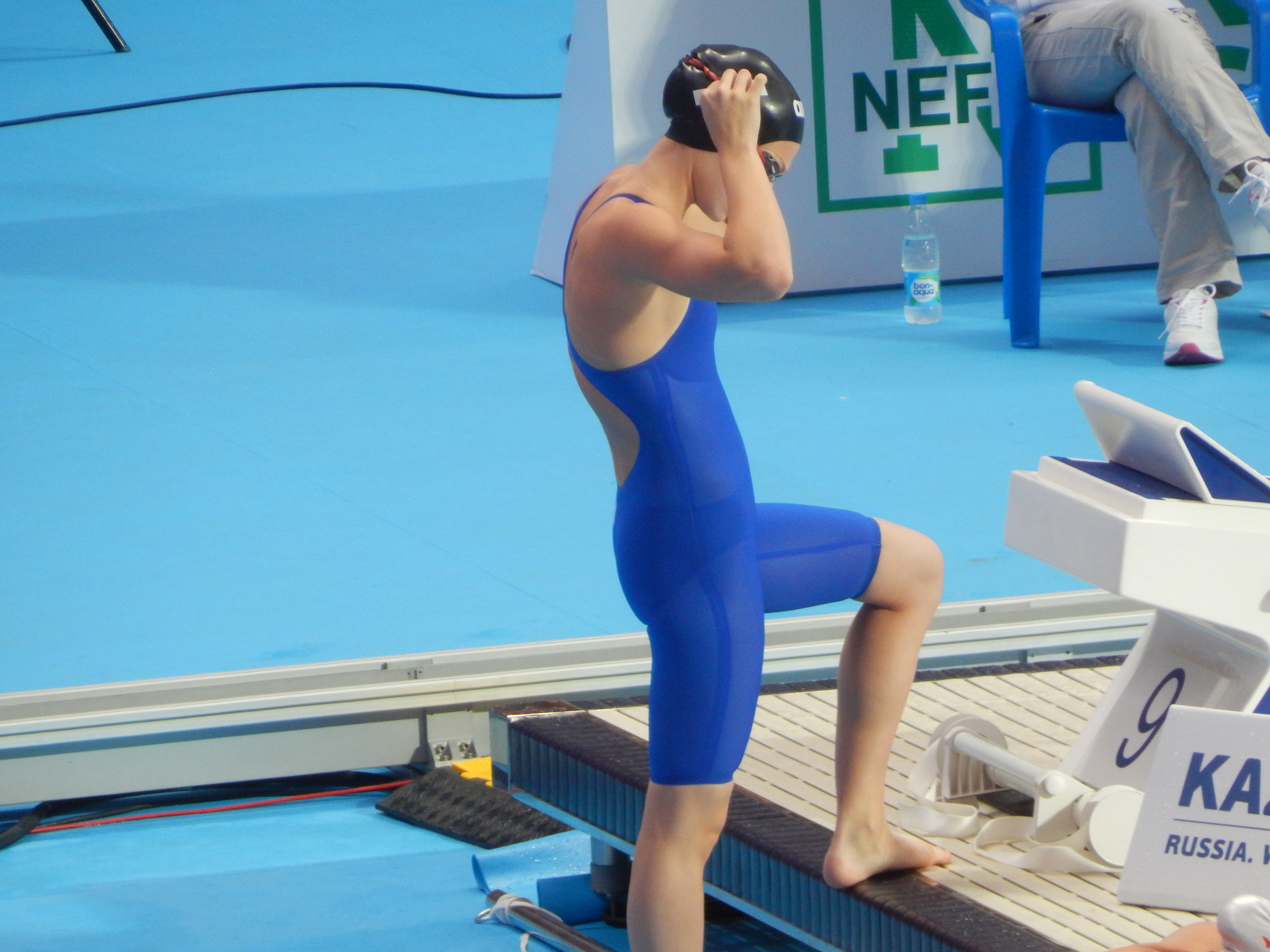
Мария Асташкина на чемпионате мира в Казани (2015), предварительный заплыв на дистанции 50 м брассом

20 апреля 2015 года Асташкина стала мастером спорта международного класса.
В июне 2015 года завоевала четыре золотых медали на Европейских играх в Баку. Асташкина выиграла все одиннадцать заплывов, включая четыре финала (в том числе и эстафетный), в которых участвовала, а на дистанции 200 метров брассом установила юниорский мировой рекорд (2 минуты 23,06 секунды).
Отобралась на чемпионат мира 2015 в Казани, где приняла участие на дистанциях 50 и 100 метров брассом, но дальше первого раунда пройти не смогла, став 37-й и 26-й соответственно.
Спустя месяц приняла участие в юниорском чемпионате мира в Сингапуре, где сумела взять серебряную медаль на дистанции 200 метров брассом, уступив победительнице почти 5 секунд. На 50 метрах тем же стилем стала шестой, а на «стометровке» — четвёртой, уступив всего 16 сотых бронзовому призёру. В комбинированной эстафете 4 по 100 метров вместе с Марией Каменевой, Ириной Приходько и Полиной Егоровой завоевала золотую медаль.
В декабре того же года участвовала в чемпионате Европы на короткой воде, где стала седьмой в финале стометровки, однако на 50 метрах не сумела пройти дальше первого раунда, став запасной. Заявлена на дистанции 200 метров брассом, соревнования по которой прошли 6 декабря. Там она сумела завоевать серебряную медаль, уступив лишь бельгийке Фанни Леклюзе.
Асташкина участвовала в чемпионате России 2016 года, однако попасть в сборную для участия на Олимпиаде в Рио не смогла даже несмотря на то, что выиграла бронзовую медаль на дистанции 200 метров. Летом 2017 года стало известно, что Асташкина продолжит тренироваться в США при Университете Луисвилля. Спортсменка отмечала, что отношение тренеров в Америке совершенно иное: независимо от выступления, они не говорят ничего дурного в адрес пловцов; и с таким позитивным настроем хорошие результаты удаётся показывать лучше.

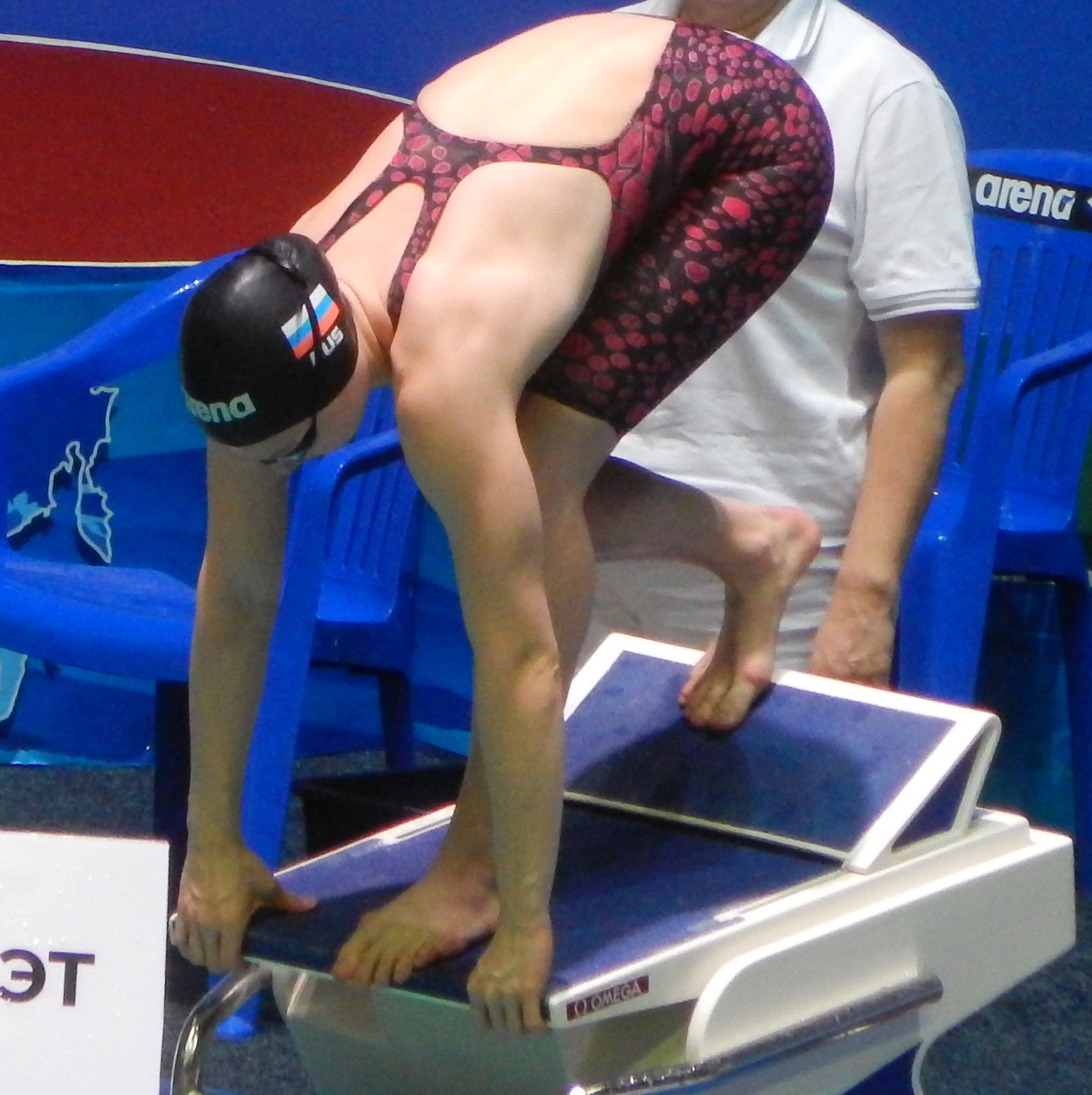
Мария Асташкина на чемпионате России (2018)

В апреле 2018 года принимала участие в чемпионате России. На дистанциях 100 и 200 метров медалей завоевать ей не удалось: Асташкина стала пятой и шестой соответственно. На 50-метровой дистанции не удалось пробиться в полуфинальную часть. Асташкина стала 25-й в предварительном раунде.

## Награды и звания
- Мастер спорта России международного класса (10 апреля 2015 года)[35]